# KISS 원칙
KISS(키스)는 “Keep it small and simple.”, “Keep it short and simple.”, 또는 “Keep it simple, stupid.”의 첫글자만 따서 만든 약어로, KISS 원칙이란 디자인에서 간단하고 알기 쉽게 만드는 편이 좋다는 원리를 말한다. 1960년에 미국 해군이 고안한 디자인 원리이다.

프로그래머들 사이에 많이 통용되는 격언이다. 이 디자인 원리는 간단하고, 나중에도 쉽게 이해되는 해결 방법을 최적의 해결책으로 생각한다. KISS는 과학 이론에서 있으나 없으나 차이가 없는 불필요한 가정은 잘라내야 한다는 오컴의 면도날 원칙과도 맞닿아 있다.

## 같이 보기
- 우아
- It's the economy, stupid
- 오컴의 면도날
- 단순한 삶